# James Mitchum
James Robin „Jim“ Mitchum (* 8. Mai 1941 in Los Angeles, Kalifornien) ist ein US-amerikanischer Schauspieler.

## Leben
James „Jim“ Mitchum, Sohn des Hollywoodstars Robert Mitchum und seinem Vater wie aus dem Gesicht geschnitten, kam sehr früh mit dem Filmgeschäft in Kontakt und spielte als Kind Rollen in Filmen seines Vaters. Erstmals in den Stabangaben wird er 1958 in Thunder Road geführt, wo er den jüngeren Bruder seines Vaters darstellte.
Der Durchbruch wollte ihm nie gelingen; in seiner relativ langen Karriere spielte er, manchmal als „Jim Mitchum“, oft in B-Filmen, davon viele Western und Kriegsfilme. Letztmals stand er 1992 für Genghis Khan vor der Kamera.
Nach seiner Laufbahn als Schauspieler arbeitete James Mitchum als Makler. Er lebt in der Nähe von Prescott, Arizona.
Von 1967 bis 1978 war er mit Schauspielkollegin Wende Wagner verheiratet. Aus der Ehe ging ein Kind hervor; auch aus zweiter Ehe hat Mitchum zwei Kinder.

## Filmografie (Auswahl)
- 1949: Vogelfrei (Colorado Territory)
- 1958: Kilometerstein 375 (Thunder Road)
- 1959: Die Haltlosen (The Beat Generation)
- 1959: Blonde Locken – scharfe Krallen (Girls Town)
- 1963: Die Sieger (The Victors)
- 1964: Keinen Cent für Ringos Kopf (Massacro al Grande Canyon)
- 1965: Erster Sieg (In Harm’s Way)
- 1965: Goldfalle (The Money Trap)
- 1966: Die Trampler (Gli uomini dal passo pesante)
- 1970: Die schmutzigen Helden von Yucca (The Invincible Six)
- 1971: The Last Movie
- 1971: Asphaltrennen (Two-Lane Blacktop)
- 1975: Keine Gnade, Mr. Dee! (Trackdown)
- 1978: Die Bestien (Blackout)
- 1980: Monster aus der Tiefe (Monster – The Legend that Became a Terror) (Hauptrolle)[3]
- 1982: Im Dschungel ist der Teufel los
- 1987: Freedom Fighters – Söldner für die Freiheit (Mercenary Fighters)
- 1988: Leathernecks (Colli di cuoio)
- 1988: I predatori della pietra magica
- 1989: Hölle der Verdammten (Mal d'Africa)
- 1992: Dschingis Khan (Gengis Khan)